# Eligiusz Kozłowski
Eligiusz Kozłowski (ur. 29 listopada 1924 w Tarnopolu, zm. 14 lutego 1987 w Krakowie) – polski historyk, edytor źródeł, bibliograf.

## Życiorys
Odbył studia z zakresu historii (pod kierunkiem Henryka S. Mościckiego i Jana Dąbrowskiego) i prawa na Uniwersytecie Jagiellońskim. Doktoryzował się w 1954 roku, natomiast stopień naukowy doktora habilitowanego uzyskał w 1974. Początkowo pracował jako robotnik i zecer. W latach 1956–1976 zatrudniony był w Instytucie Historii PAN w Krakowie. W 1976 roku podjął pracę na stanowisku docenta w Instytucie Historii na Wydziale Humanistycznym Wyższej Szkoły Pedagogicznej w Kielcach. W 1985 roku objął stanowisko profesora nadzwyczajnego.
Specjalizował się w historii polskich powstań narodowych i historii wojskowości. Opublikował biografie Józefa Bema i Józefa Hauke-Bosaka. Zajmował się edycją dzieł z zakresu polskiej myśli wojskowej oraz opracowywaniem pamiętników. Przedstawił fundamentalną Bibliografię powstania styczniowego. W ramach wielkonakładowej serii „Dzieje Narodu i Państwa Polskiego” opublikował wraz ze Stanisławem Grodziskim pozycję pt. Polska zniewolona. 1795–1806 (1987). Był redaktorem Polskiego Słownika Biograficznego, w którym umieścił kilkadziesiąt biogramów. W latach 1984–1985 współpracował z krakowskim magazynem historycznym „Arsenał Polski”.
Został pochowany na Cmentarzu wojskowym przy ul. Prandoty w Krakowie (kwatera XCVI-16-3).

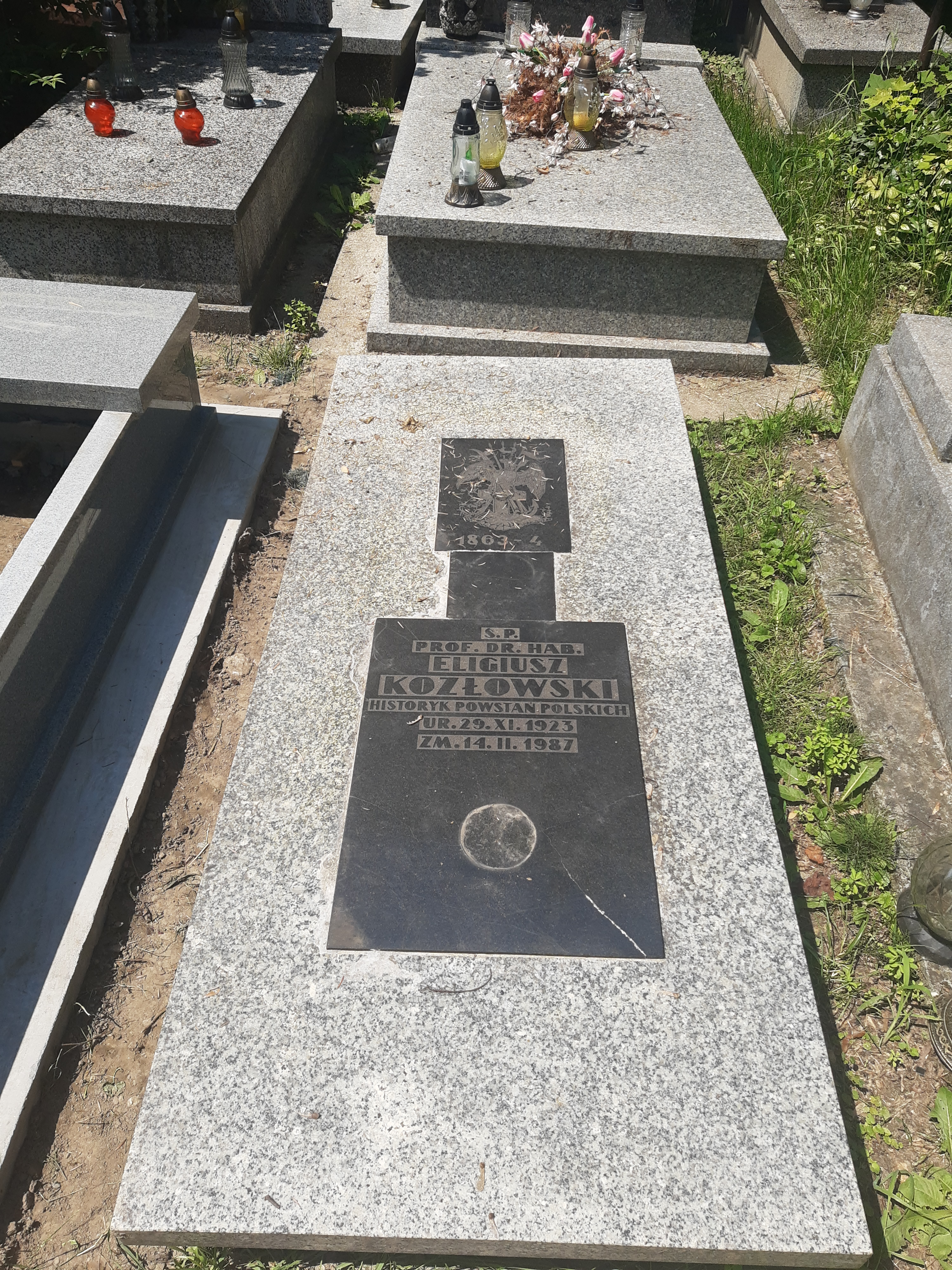
Grób prof. Eligiusza Kozłowskiego na cmentarzu przy Prandoty

## Wybrane publikacje
- Generał Józef Bem, Warszawa 1959
- Od Węgrowa do Opatowa. 3 II 1863-21 II 1864. Wybrane bitwy z powstania styczniowego, Warszawa 1962
- Bibliografia Powstania Styczniowego, Warszawa 1964
- Generał Józef Bem. 1794–1850, Warszawa 1970
- Na barykadach Paryża 1871, Warszawa 1971
- Generał Józef Hauke-Bosak 1834–1871, Warszawa 1973
- Legion Polski na Węgrzech 1848–1849, Warszawa 1983
- Historia oręża polskiego 1795–1939, Warszawa 1984 (współautor Mieczysław Wrzosek)
- Polska zniewolona. 1795–1806, Warszawa 1987 (współautor Stanisław Grodziski; Dzieje Narodu i Państwa Polskiego)